# Testament d'Ermintrude

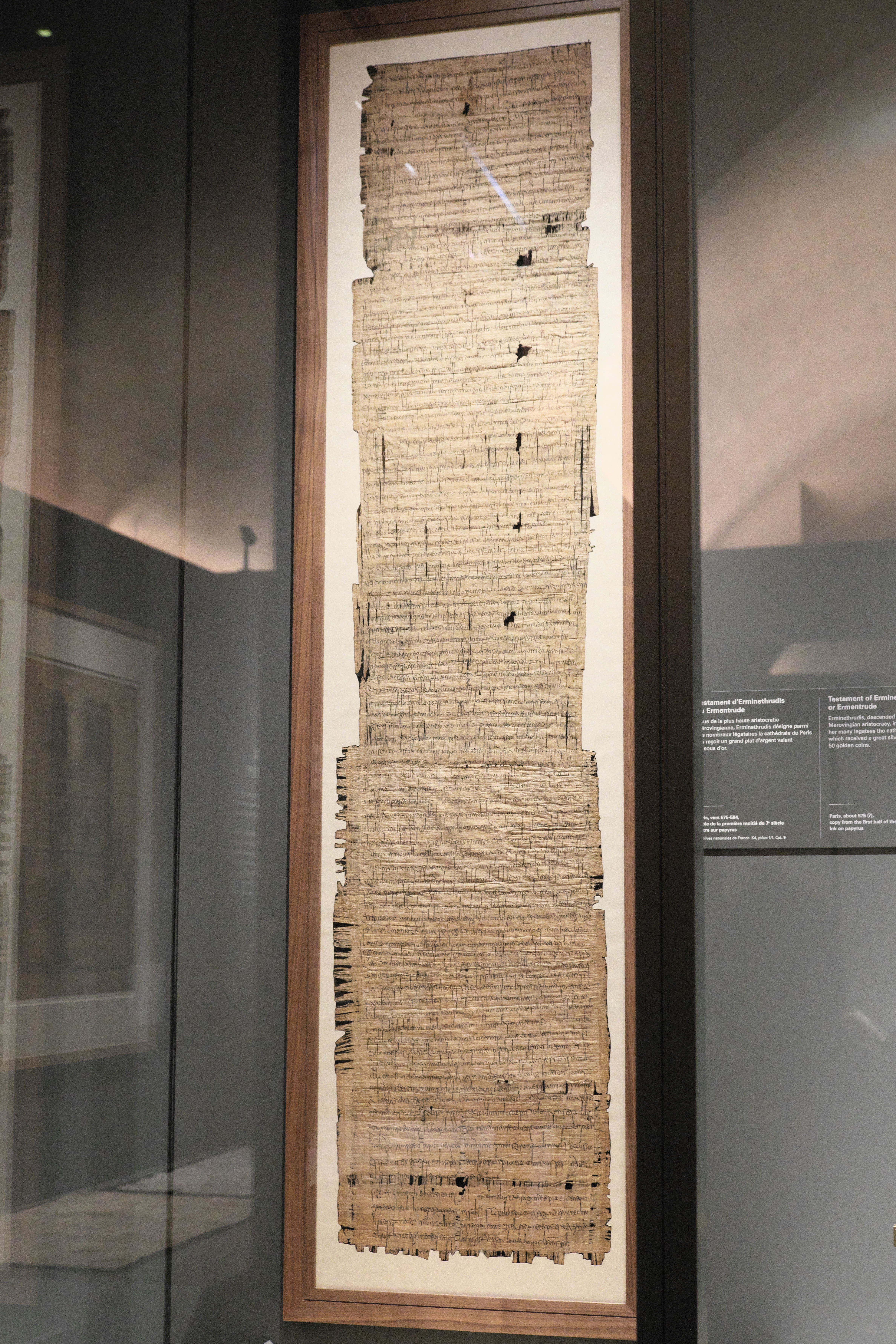
Testament d'Ermintrude à l'exposition Le trésor de Notre-Dame de Paris au musée du Louvre.

Le testament d'Ermintrude est le seul testament féminin retrouvé et conservé de l'époque mérovingienne.

## Histoire
Il est conservé aux Archives nationales, dans le fond de la basilique Saint-Denis. Ce document n'est pas un document original, c'est une copie du testament sur papyrus, issu de la basse vallée du Nil. Ce testament est en fait un palimpseste, cela signifie qu'on a enlevé l'encre issue du document antérieur dans le but de réécrire par-dessus. La copie de ce testament mesure environ 1,5 mètre de longueur.
Il est difficile de dater l'écriture de ce testament, mais les historiens affirment qu'il a été écrit avant le règne de Dagobert Ier (623-632). Une période a été trouvée par les historiens afin d'essayer de dater ce testament. Il a sûrement été écrit à la fin du VIe siècle, entre 567 et 584. L'année 567 est l'année du deuxième concile de Tours dans lequel les canons 25 et 26 abordent la notion d'excommunication, justement retrouvée dans le testament d'Ermintrude. Quant à l'an 584, il correspond à la date de la mort du comte de Paris Mummolus, l'un des cosignataires du testament. Ce travail de datation a été rendu possible notamment grâce aux travaux de l'historienne française Josiane Barbier.
Ce testament est arrivé un peu par hasard dans les mains des historiens car il a été réutilisé sur son autre côté et c'est la raison pour laquelle il est conservé aujourd'hui et non pas véritablement pour son contenu.

## Contenu
L'objectif du testament d'Ermintrude est d'éclairer la société médiévale sur plusieurs aspects. Le rôle principal du testament est d'accorder le salut à l'âme d'Ermintrude, tout en associant la volonté de son fils Déorovaldus qui est mort avant elle. Ensuite, ce testament énumère les différentes églises et localités des départements de Seine-et-Marne. Le testament nous fait aussi part de la villa Logny qui avait appartenu au père de Déorovaldus puis à Ermintrude qui l'aurait léguée à la basilique Saint-Symphorien puis aux mains du duc Bobo et de l'évêque des palais Tacilo pour, enfin, arriver en la possession de la basilique Saint-Denis, probablement grâce à Dagobert Ier.
Cette notion de villa a permis de nous éclairer sur le cadre économique qui prévalait durant la société médiévale du VIe siècle. En effet, une villa est une propriété qui concentre des activités de production, d'exploitation et de résidence. Ce système est le fer de lance de l'économie médiévale, car l'Empire romain d'Occident a affaibli une économie qui était basée sur les échanges.